# Kongolese sous BBL
Singles de Théodora
Jtm 1 peu / Mon casque 243 km/h
Clip vidéo
[vidéo] « KONGOLESE SOUS BBL », sur YouTube
Kongolese sous BBL est le huitième single de la chanteuse franco-congolaise Théodora.

## Historique
Le single sort le 27 septembre 2024 et est inclu dans la mixtape Bad Boy Lovestory sortie le 1er novembre 2024.

## Formation
- Théodora - chant et écriture
- Jeez Suave - production et écriture

## Classements et certifications

### Classements hebdomadaires
| Classements (2024)                      | Meilleure position |
| --------------------------------------- | ------------------ |
| Belgique (Wallonie Ultratop 50 Singles) | 34                 |
| France (SNEP)                           | 10                 |

### Certification
Kongolese sous BBL est le premier son bouyon certifié single d'or en France en décembre 2024.
| Région | Certification | Ventes/Streams |
| --- | ------------- | -------------- |
| France (SNEP)                                                                                             | Platine       | 30 000 000*    |
| *Ventes selon la certification xNon précisé par la certification ‡ventes/streaming selon la certification |               |                |